# Gregory Barnaby
Gregory Barnaby né le 24 juin 1991 est un triathlète et duathlète italien champion d'Italie de triathlon distance sprint et moyenne distance en 2021, champion national de duathlon en 2023. Il est le premier vainqueur des Ironman Pro Series en 2024.

## Palmarès
Le tableau présente les résultats les plus significatifs (podium) obtenus sur le circuit national et international de triathlon et de duathlon depuis 2021.
| Année | Compétition                                        | Pays       | Position           | Temps           |
| ----- | -------------------------------------------------- | ---------- | ------------------ | --------------- |
| 2024  | Ironman 70.3 Western Australia                     | Australie  | Médaille d'or      | 3 h 37 min 35 s |
| 2024  | Ironman Allemagne                                  | Allemagne  | Médaille de bronze | 7 h 33 min 44 s |
| 2024  | Ironman 70.3 Majorque                              | Espagne    | Médaille de bronze | 3 h 49 min 42 s |
| 2023  | Ironman 70.3 Maine                                 | États-Unis | Médaille d'argent  | 3 h 39 min 17 s |
| 2023  | Championnat d'Italie de duathlon                   | Italie     | Médaille d'or      | 1 h 43 min 29 s |
| 2022  | Challenge San Remo                                 | Italie     | Médaille d'or      | 4 h 11 min 59 s |
| 2022  | Ironman Israël                                     | Israël     | Médaille de bronze | 7 h 47 min 2 s  |
| 2021  | Championnat d'Italie de triathlon moyenne distance | Italie     | Médaille d'or      | 3 h 41 min 21 s |
| 2021  | Championnat d'Italie de triathlon sprint           | Italie     | Médaille d'or      | 52 min 47 s     |
| 2021  | Championnat d'Italie de duathlon sprint            | Italie     | Médaille d'or      | 49 min 32 s     |